# Fiat-Materfer
Los Fiat-Materfer son trenes del Subterráneo de Buenos Aires fabricados por la empresa argentina Materfer, con un subsidio de Fiat Ferroviaria.
Fueron fabricados a comienzos de la década de 1980, con la idea de normalizar y estandarizar los vagones de metro del Subte de Buenos Aires, con un único modelo para todas las líneas. Pero por los problemas políticos que afectaron al país sudamericano en aquellos años, el proyecto fue abandonado, en la actualidad, las formaciones sirven en la línea E.

## Historia

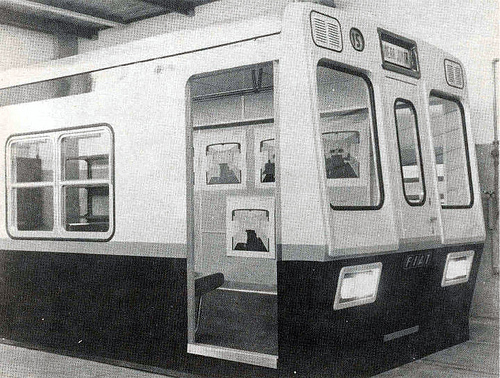
Primer prototipo del Fiat-Materfer fabricado en 1978

A fines de la década de 1970, el Metro de Buenos Aires tenía una amplia gama de material rodante envejecido, debido a que las líneas fueron desarrolladas por diferentes compañías en diversos períodos cronológicos. Eso conllevó la necesidad de estandarizar el servicio, lo que se hizo más evidente debido al aumento en el costo de mantenimiento de tan diversos modelos. Un desafío fue el uso de 1100 V de electrificación en la Línea A (aunque se convirtió a 1500 V en 2013) y 1500 V en otras líneas, pero también el uso de un tercer riel en la Línea B, mientras que todos los demás usan líneas aéreas. 
En 1978, Materfer presentó un prototipo de vehículo que resolvía el problema de los diferentes voltajes al proporcionar un modelo que podía cambiarse fácilmente entre los dos voltajes. Aunque la Línea B seguiría siendo una entidad independiente en la red subterránea. Los trenes se fabricaron a lo largo de la década de 1980 para su uso en la Línea E, sin embargo, debido a los problemas económicos en el país en ese momento, nunca alcanzaron un uso generalizado en el resto de la red ya que no había fondos disponibles para comprar los nuevos equipos para todas las líneas del subterráneo.

## Uso actual

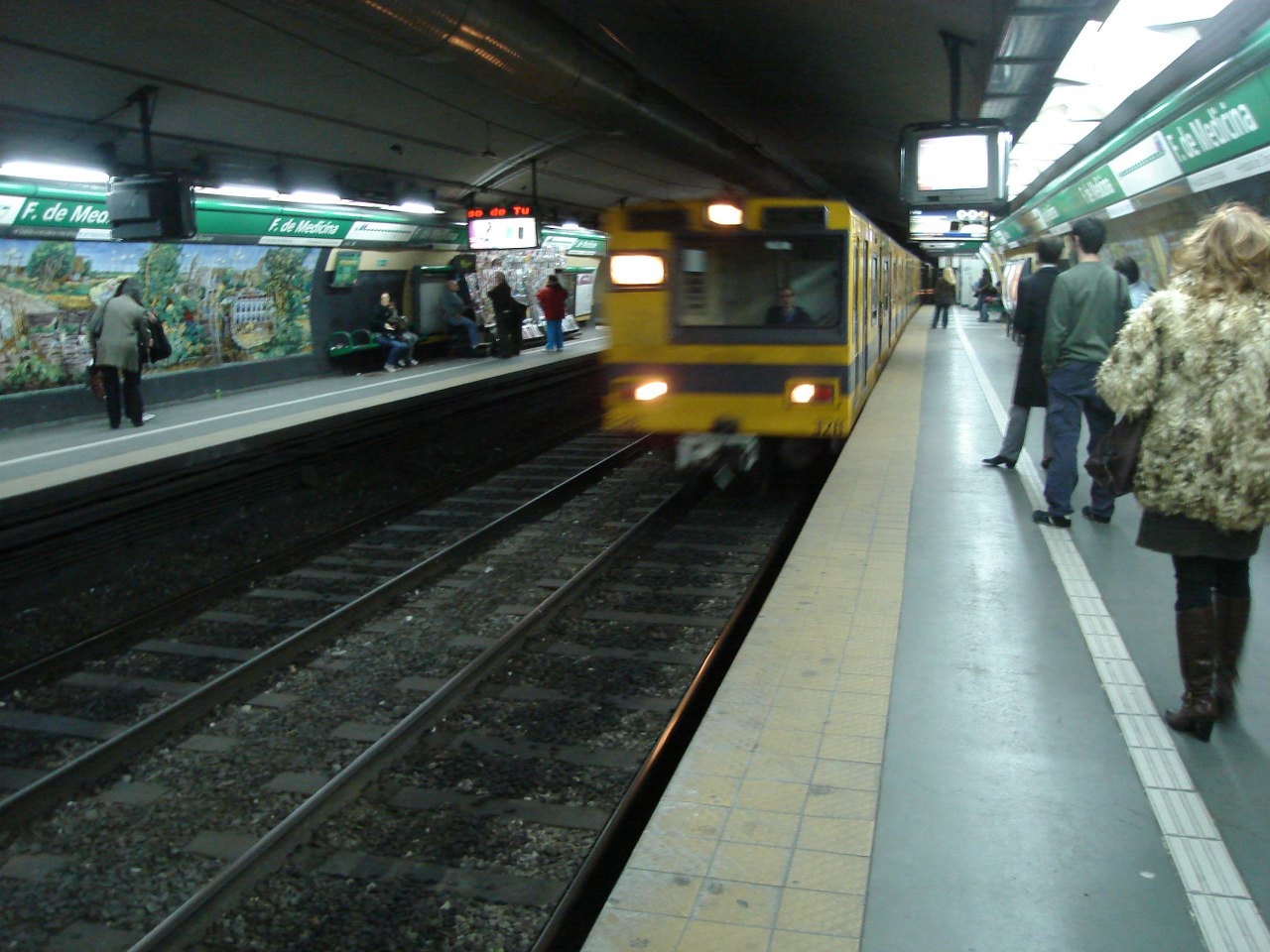
Fiat-Materfer en la estación Facultad de Medicina de la Línea D.

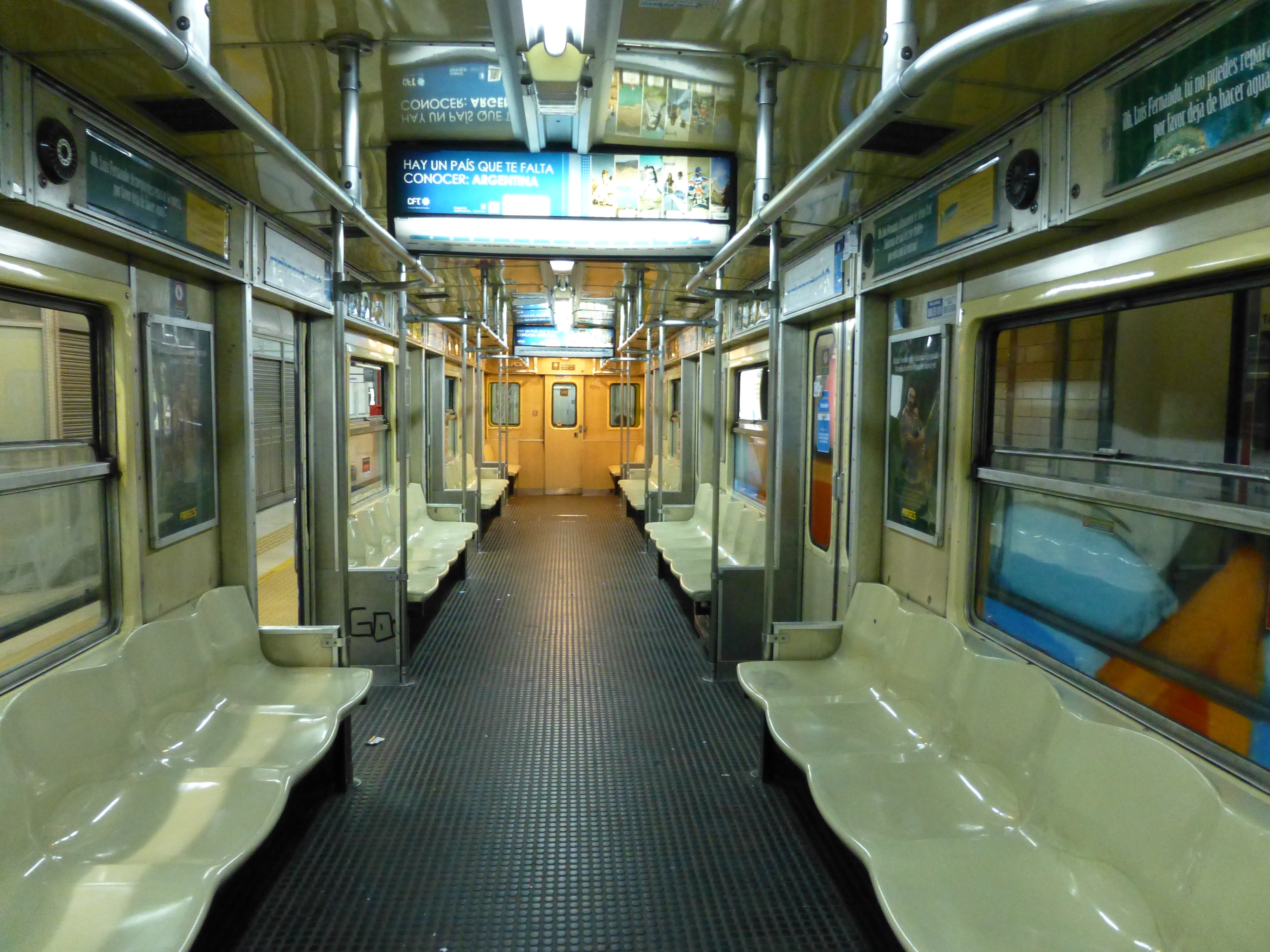
Interior de un Fiat-Materfer

A lo largo de los años, los vagones han sufrido mejoras tanto estéticas como técnicas. Por ejemplo, la incorporación del Sistema ATP y la capacidad de reproducir mensajes pregrabados a través de sus altavoces, algo que había sido sorprendentemente omitido en el momento de la producción.
Aunque los trenes Fiat-Materfer llegaron a ser el único modelo usado en la Línea E, en la actualidad han caído en desuso y tan solo se conserva alguno como vagones de sustitución de modelos más nuevos.

## Líneas
1980-2017
2008-2017
 1980-actualidad